# Iguman
Iguman (bizant. grč. hēgoúmenos = grč. hēgēmón: vođa, upravitelj; srp. игумaн, rus. игумен), starješina, nastojatelj pravoslavnog manastira. Iguman važnijeg manastira obično ima čin arhimandrita. Nastojateljica ženskog manastira je igumanija. Ta riječ označava i manastir kojim upravlja iguman.
U davno vrijeme u Rusiji iguman je bio starješina svakog manastira, a arhimandrit starješina jednog manastira u eparhiji. Imali su ista prava i obaveze, a razlikovali su se samo po odeždi za vršenje bogosluženja. Iguman je nosio prostu monašku mantiju i nabedrenik, a arhimandrit mantiju s tablicama, palicu i mitru. (Pravoslavni rječnik)
Od riječi iguman nastala su prezimena Igumanov, Igumanović, Igumenov i Igumnov.
Postoji i narodna izreka: putuj (oče) igumane (ne brini se, ne pitaj za manastir /namastir/), kojom se nekome želi reći da se i bez njega može, da će i bez njega sve biti u redu. (RSANU)
Ruski oblik riječi iguman Igumen naziv je grada u Bjelorusiji, koji se od 1923. godine nazivao Červenj (rus. Червень). (SES)